# AgustaWestland AW609
El AgustaWestland AW609, también conocido como Bell/Agusta BA609, es un convertiplano bimotor civil con una configuración similar a la aeronave militar Bell-Boeing V-22 Osprey. Está siendo desarrollado por Leonardo (anteriormente AgustaWestland, que se fusionó con la nueva Finmeccanica, y que se ha cambiado el nombre a Leonardo a partir de 2017).

## Diseño y desarrollo

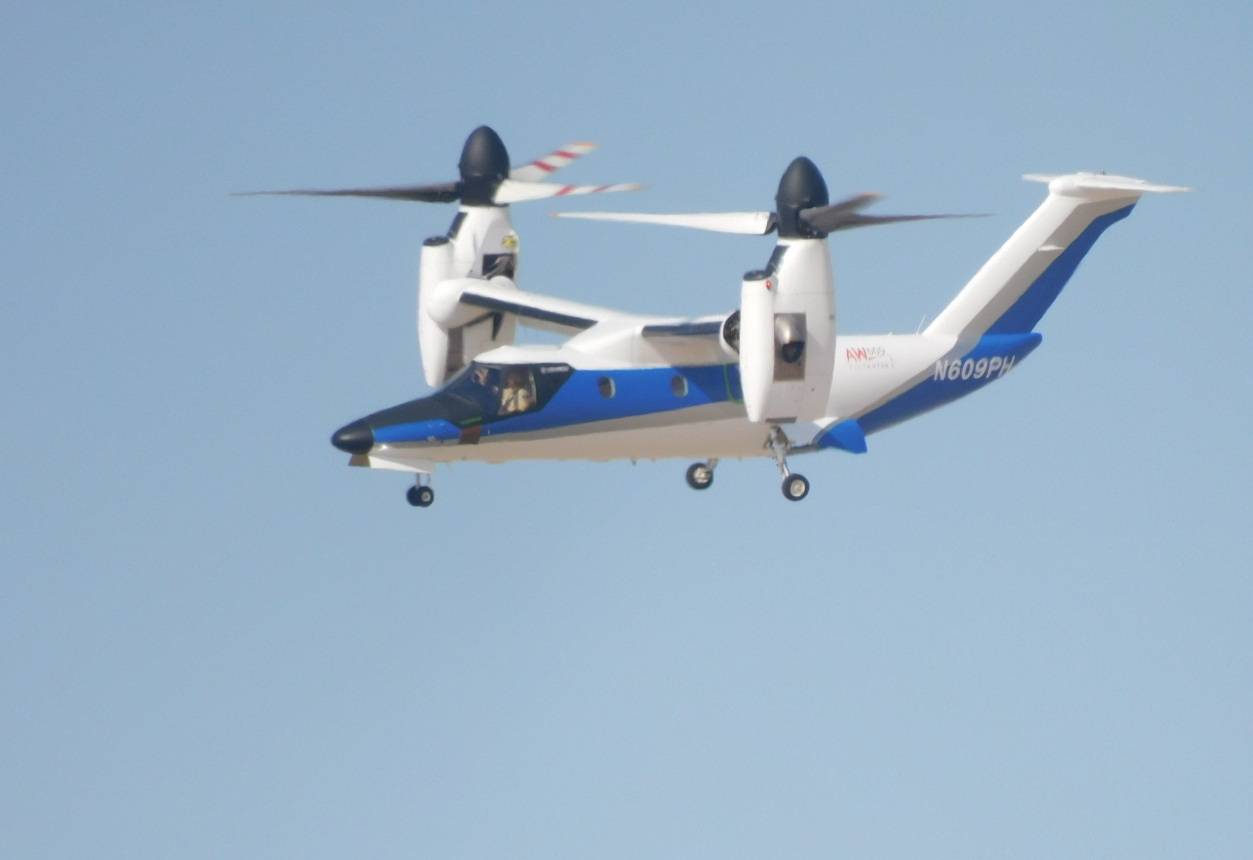
AgustaWestland AW609 en el Dubai Airshow de 2021

El diseño del BA609 partió del convertiplano experimental Bell XV-15, desarrollado por Bell/Boeing en el año 1996. No obstante, Boeing se retiró del programa en marzo de 1998, entrando en su lugar la compañía Agusta en septiembre del mismo año. En consecuencia, se formó la empresa conjunta Bell/Agusta Aerospace Company (BAAC), entre Bell Helicopter y AgustaWestland.
Las primeras pruebas en tierra del prototipo del BA609 comenzaron el 6 de diciembre de 2002, teniendo lugar su primer vuelo el 6 de marzo de 2003 en Arlington, Texas, con Roy Hopkins y Dwayne Williams como pilotos de prueba.

## Componentes
Canadá

### Propulsión
| Sistema | País              | Fabricante             | Notas        |
| ------- | ----------------- | ---------------------- | ------------ |
| Motor   | Bandera de Canadá | Pratt & Whitney Canada | 2 × PT6C-67A |

## Especificaciones
Referencia datos: The International Directory of Civil Aircraft, 2003–2004, Jane's 2000, the BA609 and AW609 data sheets and others

### Características generales
- Tripulación: Uno o dos
- Capacidad: 6 pasajeros o 2500 kg de carga útil
  - Altura de cabina: 1,42 m
  - Anchura de cabina: 1,47 m
  - Largo de cabina: 4,09 m
- Longitud: 13,4 m
- Envergadura: 11,7 m
- Envergadura con rotores: 18,4 m
- Diámetro rotor principal: 7,9 m
- Altura: 5,0 m (góndolas en vertical), 6,7 m (góndolas en horizontal)
- Área circular: 91,2 m²
- Peso vacío: 4755 kg
- Peso útil: 2500 kg
- Peso máximo al despegue: 7600 kg (8200 kg en STOL)
- Planta motriz: 2× turboeje Pratt & Whitney Canada PT6C-67A.
  - Potencia: 1447 kW (1940 shp) cada uno.

### Rendimiento
- Velocidad nunca excedida (Vne): 509 km/h[9] (543 km/h probados)[10]
- Velocidad crucero (Vc): 482 km/h
- Alcance: 1390 km (2000 km con depósitos externos)[6]
- Techo de vuelo: 7600 m[9] (25000 pies)
- Régimen de ascenso: 7,6 m/s (1500 pies/min)
- Carga del rotor: 77,1 kg/m² (15,8 lb/ft²)

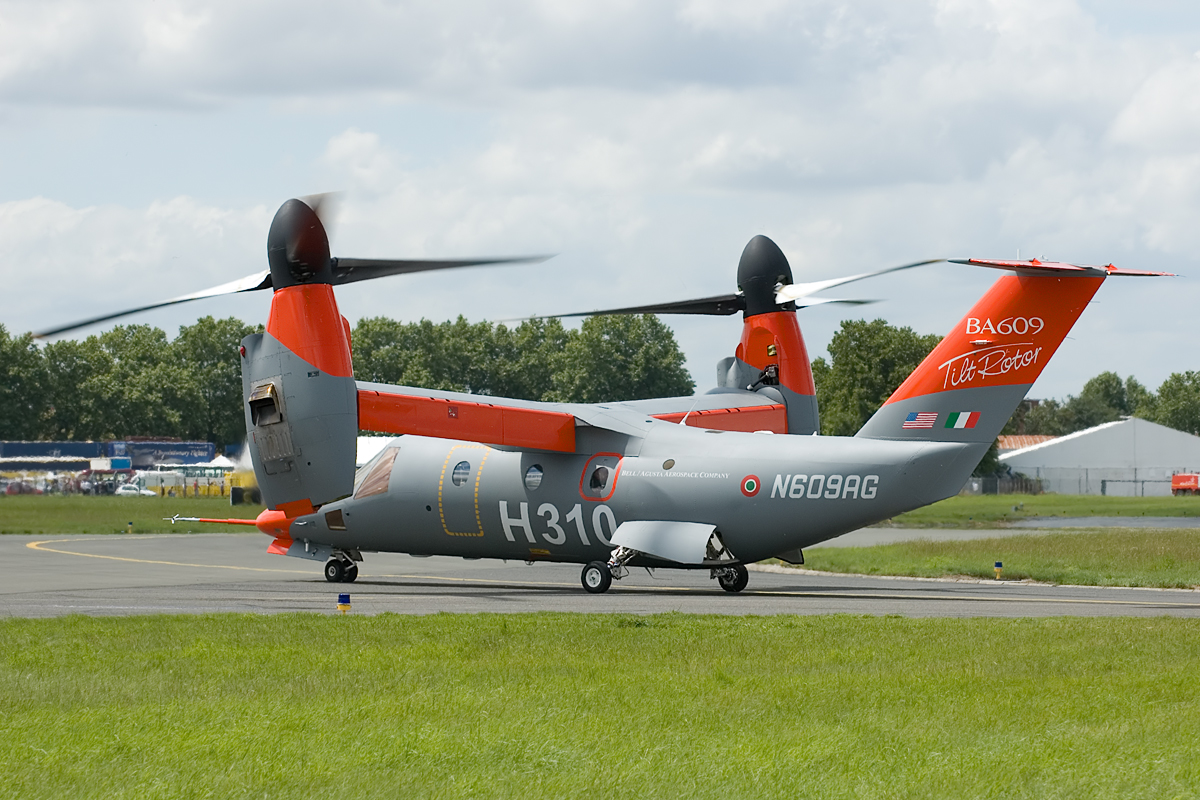
AW609 en el Paris Air Show de 2007.

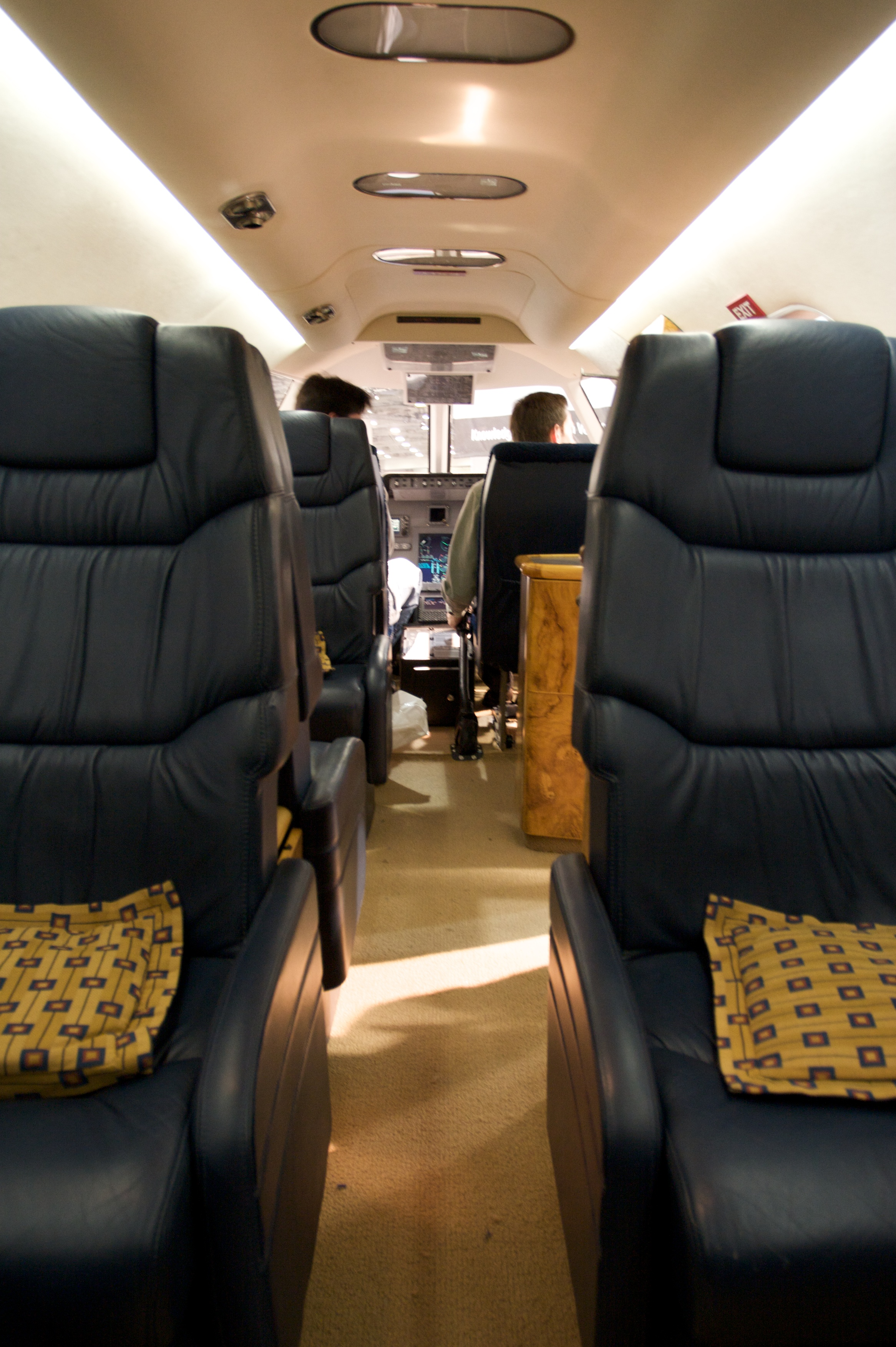
Maqueta de la cabina.

- Altitud en estacionario: 1800 m (6000 pies) fuera de efecto suelo

## Aeronaves relacionadas

### Desarrollos relacionados
- Bell XV-3
- Bell XV-15
- Bell-Boeing V-22 Osprey

### Secuencias de designación
- Aeronaves civiles de AgustaWestland: AW109 - AW119 - AW139 - AW169 - AW189 - AW609